# Лакат
Лакат (лат. articulatio cubiti) је сложени зглоб на човековом телу. Он се налази на руци између проксималног и дисталног дела руке.
У лакатном зглобу се налазе и три кости, а то су: надлактична кост (humerus), лакатна кост (ulna) и палчана кост (radius).
Лакат се састоји од три мања зглоба, они се називају:
- Articulatio humeroradialis
- Articulatio humeroulnaris
- Articulatio radioulnaris proximalis

## Покрети у лакатном зглобу
У медицини је врло битно истаћи и покрете у одређеним зглобовима, па се у лакту сусрећемо с:
- флексијом (flekio)
- екстензијом (ektensio)
- супинацијом (supinatio)
- пронацијом (pronatio).